# Гуськова Надія Владиславівна
Гуськова Надія Владиславівна (нар. 10 січня 1992) — колишня російська тенісистка.
Найвищу одиночну позицію світового рейтингу — 301 місце досягла 28 лютого 2011, парну — 249 місце — 6 червня 2011 року.
Здобула 2 одиночні та 4 парні титули туру ITF.
Завершила кар'єру 2012 року.

## Дискографія

### Сингли
| Дата           | Титул                   | Інші артисти  | Пос    |
| -------------- | ----------------------- | ------------- | ------ |
| 2013           | "Dreams Come True"      | ft. DJ Groove | [ 1 ]  |
| January, 2014  | "Uletai"                | ft. Mira      | [ 2 ]  |
| March, 2015    | "Vremya"                |               | [ 3 ]  |
| October, 2015  | "Macho"                 |               | [ 4 ]  |
| April, 2016    | "Ne Speshi"             |               | [ 5 ]  |
| March, 2016    | "Papa"                  |               | [ 6 ]  |
| 27 грудня 2016 | "V Oblakah"             |               | [ 7 ]  |
| 1 червня 2017  | "Gde-to tam"            |               | [ 8 ]  |
| 30 жовтня 2018 | "Ostorozhno, eto lubov" |               | [ 9 ]  |
| 6 серпня 2019  | "Zabolet' toboy"        |               | [ 10 ] |
| 10 січня 2020  | "Mnogo shuma"           |               | [ 11 ] |

### Музичні відео
| Дата              | Титул                            | Пос    |
| ----------------- | -------------------------------- | ------ |
| 15 квітня 2014    | "Dreams come true" ft. DJ Groove | [ 1 ]  |
| 30 квітня 2014    | "Uletai" ft. Mira                | [ 2 ]  |
| 12 березня 2016   | "Papa"                           | [ 6 ]  |
| 12 травня 2016    | "MMF"                            | [ 12 ] |
| 27 грудня 2016    | "V oblakah"                      | [ 7 ]  |
| 26 листопада 2018 | "Gde-to tam"                     | [ 8 ]  |

## Фінали ITF

### Одиночний розряд: 2 (2 перемоги)
| Легенда          |
| ---------------- |
| турніри $100,000 |
| турніри $75,000  |
| турніри $50,000  |
| турніри $25,000  |
| турніри $10,000  |

| Фінали за покриттям |
| ------------------- |
| Тверде (1–0)        |
| Ґрунт (1–0)         |
| Трава (0–0)         |
| Килим (0–0)         |

| Результат | Ранг | Дата           | Турнір                     | Покриття | Суперниця               | Рахунок     |
| --------- | ---- | -------------- | -------------------------- | -------- | ----------------------- | ----------- |
| Перемога  | 1.   | 22 серпня 2010 | ITF Санкт-Петербург, Росія | Ґрунт    | Анна-Аріна Мар'єнко     | 6–2, 7–6(5) |
| Перемога  | 2.   | 6 грудня 2010  | ITF Гавана, Куба           | Тверде   | Міслейдіс Діас Гонсалес | 6–1, 6–2    |

### Парний розряд: 7 (4–3)
| Легенда          |
| ---------------- |
| турніри $100,000 |
| турніри $75,000  |
| турніри $50,000  |
| турніри $25,000  |
| турніри $10,000  |

| Фінали за покриттям |
| ------------------- |
| Тверде (0–2)        |
| Ґрунт (4–1)         |
| Трава (0–0)         |
| Килим (0–0)         |

| Результат | Ранг | Дата           | Турнір               | Покриття | Партнерка                       | Суперниці                                | Рахунок             |
| --------- | ---- | -------------- | -------------------- | -------- | ------------------------------- | ---------------------------------------- | ------------------- |
| Перемога  | 1.   | 30 червня 2008 | ITF Кремона, Італія  | Ґрунт    | Олена Куликова                  | Бенедетта Давато Ліза Сабіно             | 6–4, 6–1            |
| Перемога  | 2.   | 2 серпня 2010  | ITF Москва, Росія    | Ґрунт    | Валерія Соловйова               | Теодора Мирчич Марія Мірковіч            | 7–6(5), 6–3         |
| Перемога  | 3.   | 6 вересня 2010 | ITF Денен, Франція   | Ґрунт    | Марина Заневська                | Евеліна Майр Джулія Майр                 | 6–2, 6–0            |
| Поразка   | 1.   | 6 грудня 2010  | ITF Гавана, Куба     | Тверде   | Дженніфер Аллан                 | Міслейдіс Діас Гонсалес Яміле Форс Герра | 1–6, 2–6            |
| Поразка   | 2.   | 13 лютого 2011 | ITF Ранчо-Міраж, США | Тверде   | Сандра Заневська                | Кароліна Плішкова Крістіна Плішкова      | 6–7(6), 6–1, [10–5] |
| Перемога  | 4.   | 16 травня 2011 | ITF Москва, Росія    | Ґрунт    | Соловйова Валерія Олександрівна | Юстина Єгйолка Вероніка Капшай           | 6–3, 7–6(2)         |
| Поразка   | 3.   | 15 січня 2012  | ITF Іннісбрук, США   | Ґрунт    | Джоя Барб'єрі                   | Дар'я Кустова Ралука Олару               | 3–6, 1–6            |